# Tanoai Reed
Tanoai Reed (* 10. Februar 1974 in Honolulu) ist ein US-amerikanischer Profi-Stuntman. Er ist der Cousin des Schauspielers und Wrestlers Dwayne „The Rock“ Johnson. 
Reed arbeitete als Stuntman für Hollywood-Filme wie The Scorpion King, Daredevil und Doom – Der Film und Fernsehserien wie Nash Bridges und Buffy – Im Bann der Dämonen. Oft arbeitet er dort als Stunt-Double seines Cousins Dwayne Johnson. Neben seiner Stuntman-Tätigkeit übernahm er auch kleinere Nebenrollen in Kinofilmen. Außerdem spielt er im Musikvideo zu „Pump it“ der Black Eyed Peas mit.
Reed wurde für zwei Stunts im Film Welcome to the Jungle mit je einem Taurus Award ausgezeichnet und war bisher weitere dreimal nominiert.
Aktuell ist Reed unter dem Namen Toa ein Mitglied der Anfang 2008 startenden Neuauflage der Spielshow American Gladiators.

## Filmografie (Auswahl)
Stunts
- 1995: Waterworld
- 1995: Baywatch Nights (Fernsehserie)
- 1996: Nash Bridges (Fernsehserie)
- 1999: Angel – Jäger der Finsternis (Angel, Fernsehserie)
- 2002: The Scorpion King
- 2002: The Tuxedo – Gefahr im Anzug (The Tuxedo)
- 2003: Daredevil
- 2003: Welcome to the Jungle (The Rundown)
- 2004: Walking Tall – Auf eigene Faust (Walking Tall)
- 2005: Be Cool – Jeder ist auf der Suche nach dem nächsten großen Hit (Be Cool)
- 2005: Doom – Der Film (Doom)
- 2006: Ich, Du und der Andere (You, Me and Dupree)
- 2006: Spiel auf Bewährung (Gridiron Gang)
- 2007: Fantastic Movie (Epic Movie)
- 2007: Daddy ohne Plan (The Game Plan)

Schauspiel
- 2002: Buffy – Im Bann der Dämonen (Buffy the Vampire Slayer, Fernsehserie, eine Folge)
- 2003: 3 Engel für Charlie – Volle Power (Charlie’s Angels: Full Throttle)
- 2004: Die Frauen von Stepford (The Stepford Wives)
- 2005: Constantine
- 2008: Lakeview Terrace
- 2009: Against the Dark
- 2010, 2013: Hawaii Five-O (Fernsehserie, 2 Folgen)
- 2010: Iron Man 2
- 2011: Priest